# Согдийская область
Согдийская область (тадж. Вилояти Суғд) — административная область в составе Республики Таджикистан, образованная 27 октября 1939 года как Ленинабадская область, а 10 ноября 2000 года переименована в Согдийскую область.
Расположена на севере Таджикистана, в горах Тянь-Шаня и Гиссаро-Алая, северная часть занимает юго-запад Ферганской долины.

## География
Согдийская область занимает 26100 км² территории и по этому показателю являются третьим по площади регионом Таджикистана. Согдийская область с севера, северо-востока и запада граничит с Республикой Узбекистан, с востока с Кыргызской Республикой, с юга с районами республиканского подчинения Таджикистана.
Территория в основном горная. С севера расположены Кураминский хребет и горы Моголтау, с юга — Туркестанский хребет и Зерафшанские горы. Граничит с Узбекистаном и Кыргызстаном.
К области относятся эксклавы Ворух и Лолазор, расположенные на территории Баткенского и Лейлекского районов Баткенской области Кыргызстана; а также анклав Сарвак, расположенный на территории Папского района Наманганской области Узбекистана.
Главные реки — Сырдарья и Зеравшан. Крупнейшее озеро — Искандеркуль. Водохранилища — Таджикское Море, Фарходское, Каттасойское и Даханасойское.
Климат — континентальный, сухой и зависит от изменения высоты над уровнем моря. Средняя температура января в долине −10 °C, в июле +28…+29 °C. Годовые осадки 150—300 мм. В горах прохладно. Средняя температура: январь −4 °C, в июле +26 °C. Осадки в горах (до 1000 м) 400 мм; средняя температура: январь (на высоте 2500—3000 м) −9 °C и в июле +15 °C, годовые осадки до 800 мм.

## История
Название Согд впервые упоминается в священной книге «Авесте». Предполагают, что это слово имело следующие значения: «священный», «горящий» или «чистый».
В V веке до нашей эры после развала Ориёно (Ариана) было основано государство Согдиана.
Согд входил в древнеперсидскую Ахеменидскую державу на протяжении VI—IV веков до н. э., по крайней мере до правления Артаксеркса II. Вместе с Парфией, Хорезмом и Арейей Согд был включен в её 11-ю сатрапию. Население Согда платило значительные налоги серебром, поставляло драгоценные камни, предоставляло в распоряжение персидских царей крупные воинские контингенты.

### Эллинистический период
В 329—327 годах до н. э. население Согда во главе со Спитаменом (убит в 327 году до н. э.) оказало упорное сопротивление Александру Македонскому. Одним из решающих событий стала битва у Политимета (река Зеравшан), в которой греко-македонские войска впервые за семилетнюю военную кампанию потерпели поражение. Тем не менее, в итоге восстание согдийцев было подавлено. Александр Македонский объединил Согдиану и Бактрию в одну сатрапию, правителем которой был назначен Филипп III Арридей. По некоторым данным, Худжанд был переименован в Александрию Эсхату (Александрия Крайняя) Александром Македонским.
После смерти Александра Македонского (323 год до н. э.) спустя два года по соглашению в Трипарадисе Согдиана вместе с Бактрией досталась сатрапу Арии (переименованной в Дрангиану) Стасанору. В 305 году до н. э. эти владения были завоёваны царством Селевкидов. В середине III в. до н. э. эта сатрапия была преобразована Диодотом в Греко-Бактрийское царство, которое просуществовало до II века до н. э., когда было ослаблено кочевыми племенами (скифами и юэчжи) и подчинено Хорезму. В первые века н. э. Согдиана входила в состав Кушанского царства, включавшего территории от Средней Азии до Индии.

### Начало Средневековья
В конце IV—V веках н. э. был покорён эфталитами, в VI—VII веках — Тюркским каганатом. Китайские хронисты во время правления Тоба Вэй оставили описание Согдианы (Сутэ 粟特). Рассказывали о вторжении хунну (неясно когда и каких именно) в Согдиану, где они убили князя. Четвёртым после вторжения был князь Хуни (忽倪). Согдийские купцы приходили торговать в Лянчжоу. При покорении Увэй войска Тоба Вэй захватили согдийских купцов. Князь Согда согласился выкупить их, вэйцы согласились, но после освобождения купцов дипломатические отношения прервались. Отношения возобновились при Бэй Чжоу в 564 году.
С IV по VIII век на территории Согда существовало множество автономных княжеств (важнейшее — Самаркандское). Согд играл видную роль в экономической и культурной жизни Востока. Купцы из Согда держали в своих руках торговлю шёлком. Торгово-земледельческие колонии Согда существовали на всех основных караванных путях от Монголии и Китая до Мерва. С VII века по середину VIII века в Самаркандском Согде правила династия ихшидов, известными правителями которой были Шишпир, Вархуман, Мастан-Навиан, Тархун, Гурек, Тургар.

### Арабское завоевание
В 651 году арабы положили конец правлению Сасанидов в Персии, после чего двинулись в Мавераннахр (Mā warā 'l-nahr, «заречье»), как они называли согдийские земли за Амударьёй. Согдийцы долго сопротивлялись, но в начале VIII вв. Согд был завоёван арабами.
Один из последних согдийских правителей, властитель Пенджикента Деваштич, поднял против завоевателей восстание, но потерпел поражение, когда в 722 году воины хорасанского эмира Саида аль-Хараши обманом выманили его из крепости Муг, где он, укрывшись с остатками воинов, вёл отчаянное сопротивление. Впоследствии в регионе происходили восстания против арабских завоевателей (в частности, в 728—729 годах), а многие согдийцы приняли участие в восстании их единоплеменника Ань Лушаня в Китае.
Долина реки Зеравшан сохраняла своё древнее имя до Средних веков, когда она была известна как Согд Самаркандский.

### XIX век
В период правления Малла-хана, городом управлял кыргыз Саидбек-датка, а в крепость Нау — кыргыз Молдо Касым.
В январе 1861 года произошло сражение у Ура-Тюбе между бухарскими и кокандскими войсками. В сражении у стен Ура-Тюбе бухарская 18-тысячная армия была разгромлена молодым кокандским полководцем Алимкулом, который блестяще применил линейную тактику боя. В плен к кокандцам попало по разным оценкам от 600 до 1000 бухарских воинов. В результате переговоров крепость Ура-Тюбе вошла в состав Кокандского ханства.
В июле 1863 года войска Алимкула под предводительством Мингбая взяли Ходжент после осады. Тем самым изгнав бухарцев в Самарканд и закончив кровопролитную гражданскую войну. В том же месяце Султан Сеид-хан был объявлен ханом.

### XX век
Ленинабадская область была одной из первых четырёх областей республики вместе с Сталинабадской, Кулябской и Гармской областями, образована Указом Президиума Верховного Совета СССР от 27 октября 1939 года. 19 января 1945 года из южных районов области выделена созданная Ура-Тюбинская область (административный центр — город Ура-Тюбе), которая была ликвидирована через 2 года — 23 января 1947 года, все районы последней вернулись в состав Ленинабадской области. Сама область была ликвидирована 28 марта 1962 года, а восстановлена 23 декабря 1970 года (в этот период в Таджикской ССР временно не было областного деления). 10 ноября 2000 года область переименована в Согдийскую.

## Население
Численность населения на 1 января 2015 года составила 2 455 500 человек, в том числе городского 607 200 человек и сельского 1 848 300 человек. Доля городского населения к общей численности составляла 24,7 %, сельского — 75,3 %.
Плотность населения составила 97,4 чел./км².
Областным центром является город Худжанд с численностью населения 179 900 человек (в 2018 году).
В области расположены 14 сельских районов, 8 городов, 23 посёлка городского типа, 93 джамоата дехот.

### Национальный состав
| Национальность  | 1939 чел. | %        | 1959 чел. | %        | 1970 чел. | %        | 1979 чел. | %        | 1989 чел. | %        | 2010 чел. | %        |
| --------------- | --------- | -------- | --------- | -------- | --------- | -------- | --------- | -------- | --------- | -------- | --------- | -------- |
| Всего           | 261 728   | 100,00 % | 665 457   | 100,00 % | 937 721   | 100,00 % | 1 194 931 | 100,00 % | 1 554 145 | 100,00 % | 2 233 550 | 100,00 % |
| таджики         | 146 121   | 55,83 %  | 334 604   | 50,28 %  | 495 866   | 52,88 %  | 651 357   | 54,51 %  | 884 877   | 56,94 %  | 1 876 218 | 84,00 %  |
| узбеки          | 78 335    | 29,93 %  | 175 339   | 26,35 %  | 267 083   | 28,48 %  | 355 774   | 29,77 %  | 486 228   | 31,29 %  | 329 614   | 14,76 %  |
| киргизы         | 4337      | 1,66 %   | 10 687    | 1,61 %   | 12 511    | 1,33 %   | 15 772    | 1,32 %   | 18 084    | 1,16 %   | 12 896    | 0,58 %   |
| русские         | 20 223    | 7,73 %   | 88 506    | 13,30 %  | 99 834    | 10,65 %  | 106 433   | 8,91 %   | 100 530   | 6,47 %   | 8890      | 0,40 %   |
| татары          | 3263      | 1,25 %   | 24 418    | 3,67 %   | 28 074    | 2,99 %   | 31 455    | 2,63 %   | 26 100    | 1,68 %   | 2600      | 0,12 %   |
| туркмены        | 35        | 0,01 %   |           |          | 294       | 0,03 %   | 115       | 0,01 %   | 215       | 0,01 %   | 157       | 0,01 %   |
| казахи          | 1101      | 0,42 %   | 2300      | 0,35 %   | 1277      | 0,14 %   | 1402      | 0,12 %   | 1605      | 0,10 %   | 155       | 0,01 %   |
| крымские татары |           |          | 1822      | 0,27 %   | 2317      | 0,25 %   | 1168      | 0,10 %   | 5608      | 0,36 %   |           |          |
| украинцы        | 2627      | 1,00 %   | 8576      | 1,29 %   | 9042      | 0,96 %   | 8162      | 0,68 %   | 8294      | 0,53 %   |           |          |
| белорусы        | 235       | 0,09 %   | 1120      | 0,17 %   | 1135      | 0,12 %   | 1337      | 0,11 %   | 1157      | 0,07 %   |           |          |
| другие          | 5451      | 2,08 %   | 18 085    | 2,72 %   | 20 288    | 2,16 %   | 21 956    | 1,84 %   | 21 447    | 1,38 %   | 3020      | 0,14 %   |

## Административное деление
В состав Согдийской области входят 8 городов (тадж. шаҳр), 23 посёлка городского типа (тадж. шаҳрак), 14 районов (тадж. ноҳия) и 93 сельских общин (тадж. ҷамоат):
| Название единицы административно- территориального деления | Население (01.01.2022) тыс. чел. | Площадь тыс. км² | Плотность населения чел./км² |
| ---------------------------------------------------------- | -------------------------------- | ---------------- | ---------------------------- |
| город Худжанд                                              | 198,7                            | 0,04             | 4967,5                       |
| город Истаравшан                                           | 64,3                             |                  |                              |
| город Истиклол                                             | 18,7                             | 0,033            | 566,7                        |
| город Исфара                                               | 54,9                             |                  |                              |
| город Гулистон                                             | 50,2                             | 0,135            | 371,9                        |
| город Канибадам                                            | 54,4                             |                  |                              |
| город Пенджикент                                           | 43,8                             | 0,007            | 6257,1                       |
| город Бустон                                               | 38,4                             |                  |                              |
| Айнинский район                                            | 91,2                             | 5,2              | 17,5                         |
| Аштский район                                              | 176,3                            | 2,8              | 47,5                         |
| Гафуровский район                                          | 388,6                            | 2,7              | 143,9                        |
| Деваштич                                                   | 182,1                            | 1,6              | 62,9                         |
| Горно-Матчинский район                                     | 24,4                             | 3,7              | 6,6                          |
| Джаббар-Расуловский район                                  | 144,1                            | 0,3              | 480,3                        |
| Зафарабадский район                                        | 77,4                             | 0,5              | 193,5                        |
| Истаравшанский район *                                     | 288,1                            | 0,7              | 411,6                        |
| Исфаринский район *                                        | 285                              | 0,8              | 356,3                        |
| Канибадамский район *                                      | 219,9                            | 0,8              | 274,9                        |
| Матчинский район                                           | 132,5                            | 1,0              | 132,5                        |
| Пенджикентский район *                                     | 312,4                            | 3,7              | 84,4                         |
| Спитаменский район                                         | 149,7                            | 0,4              | 374,3                        |
| Шахристанский район                                        | 46,2                             | 1,2              | 42                           |
| Всего                                                      | 2823,9                           | 25,2             | 112,1                        |
| * включая города областного подчинения                     |                                  |                  |                              |

### История административного деления
В момент своего возникновения в 1939 году Ленинабадская область включала города областного подчинения Ленинабад, Канибадам, Ура-Тюбе и районы: Аштский, Захматабадский, Исфаринский, Калининабадский, Канибадамский, Ленинабадский, Матчинский, Науский, Пенджикентский, Пролетарский, Ура-Тюбинский и Шахристанский. В 1941 году был образован Чкаловский район, в 1942 году — Колхозчионский район, в 1944 году — Ганчинский район, в 1945 — Шурабский район.
В 1945 году город Ура-Тюбе, Захматабадский, Калининабадский, Колхозчионский, Матчинский, Пенджикентский, Ура-Тюбинский и Шахристанский районы были переданы в новую Ура-Тюбинскую область, но уже в 1947 году она была упразднена, а город и районы возвращены в Ленинабадскую область.
В 1947 году был упразднён Шурабский район, а в августе 1948 — Ганчинский район.

## Экономика
- Добыча и обогащение руд цветных и редких металлов. Добыча золота, флюорита, угля, нефти, попутного газа, гранита, мрамора, гипса и другого.
- Цветная металлургия, машиностроение и металлообработка (электротехническая промышленность, сельскохозяйственное и торговое машиностроение), лёгкая (шёлковая, хлопкоочистительная, производство ковров, трикотажных и швейных изделий, обуви), пищевкусовая (консервная, маслобойная, мясная, производство пищевой поваренной соли и другое) отрасли промышленности.
- Кайраккумская ГЭС. В 2012 году были сданы в эксплуатацию три малые ГЭС мощностью 600 кВт⋅ч[18]
- Промышленные центры: Худжанд, Пенджикент, Исфара, Истаравшан, Канибадам, Гулистан и другие.
- В сельском хозяйстве важную роль играет орошение (Большой Ферганский, Северный Ферганский каналы, водохранилища). Главная сельскохозяйственная культура — хлопчатник (произведено 100,2 тысячи тонн хлопка в 2014 году[19]), посевы зерновых (произведено 232,8 тыс. тонн в 2014 году[19]). Плодоводство (111,4 тысячи тонн в 2014 году[19]). Бахчеводство (109,0 тысячи тонн в 2014 году[19]). Виноградарство (51,5 тысячи тонн в 2014 году[19]). Шелководство. Животноводство (на равнине — крупный рогатый скот, в горах — овцеводство): в 2013 году 564,6 тысячи голов крупного рогатого скота и 1311,1 тысячи голов овец и коз[20]. По производству картофеля область занимает первое место в Таджикистане — 325,6 тысячи тонн в 2014 году[19]. В 2014 году также произведено 381,5 тысячи тонн овощей[19].
- Курортные местности: ЗАО «Санаторий Бахористон», Зумрад, Оксукон, Истаравшан, Хаватаг. Туризм.

## Образование
В области в 2001 году функционировали 196 постоянных дошкольных учреждений, где воспитывалось 20,8 тысячи детей, 880 дневных общеобразовательных школ, в них обучалось более 466,2 тысячи учащихся, 17 техникумов и других средних специальных учебных заведений, где обучалось 8,3 тысячи учащихся и 11 самостоятельных высших учебных заведений, в которых обучалось 20,4 тысячи студентов.
В 2022 году в области действовали 946 общеобразовательных учреждений, в том числе 2 учреждения начального образования, 41 учреждение основного образования, 832 общеобразовательных учреждения, 33 гимназии, 26 лицеев, 1 президентская школа, 3 школы-детских садов, 1 интернат санаторного типа, 4 специальные школы-интерната, 3 интерната для детей-сирот и бездомных, в которых обучались 571729 человек, в том числе 280 тысяч 773 девушки.

## Культура
Оказывают культурно-просветительские услуги населению 422 массовых и универсальных библиотек с общим фондом книг и журналов около 3490 тысяч экземпляров, 342 клубных учреждения, 7 театров и 11 музеев.

## Достопримечательности
- Мавзолей Рудаки
- Саразм
- Бунджикат

## Жилищный фонд
Весь жилищный фонд области равен 19 370,3 тысячи квадратных метров. Городской жилищный фонд составляет 8092,6 тысячи квадратных метров.

В области 138 больничных и 308 амбулаторно-поликлинических учреждений, в которых трудятся 4676 врачей всех специальностей и 12 731 человек среднего медицинского персонала.

## Список председателей хукумата
1. Хамидов, Абдуджалил Мадаминович (1995 — 2 февраля 1996)
2. Касымов, Касим Рахбарович (2 февраля 1996 — декабрь 2006)
3. Расулзада, Кохир (27 февраля 2007 — 23 ноября 2013)
4. Абдурахмон Кодири (тадж. Абдураҳмон Қодирӣ)[22] (23 ноября 2013 —13 января 2018)
5. Раджаббой Ахмадзода (13 января 2018 — по сей день)